# Cérémonie de la majorité
La cérémonie de la majorité (sinogrammes simplifiés : 成人礼) est une cérémonie traditionnelle qui existe dans plusieurs pays d'Asie. 

## En Chine
Selon le livre Classique des rites (IIe siècle av. J.-C., durant cette cérémonie, les jeunes Hans, de 20 ans pour les hommes, 15 ans pour les femmes, passent de l’adolescence à l’âge adulte. Traditionnellement c’est après cette cérémonie qu’on les considère comme de vrais adultes avec des responsabilités familiales et sociales. Anciennement, tous les Hans adultes y participaient. Actuellement très peu y participent, puisqu'on estime à moins de un sur 1 000 le nombre de Hans adultes ayant participé à cette cérémonie.

## Au Japon

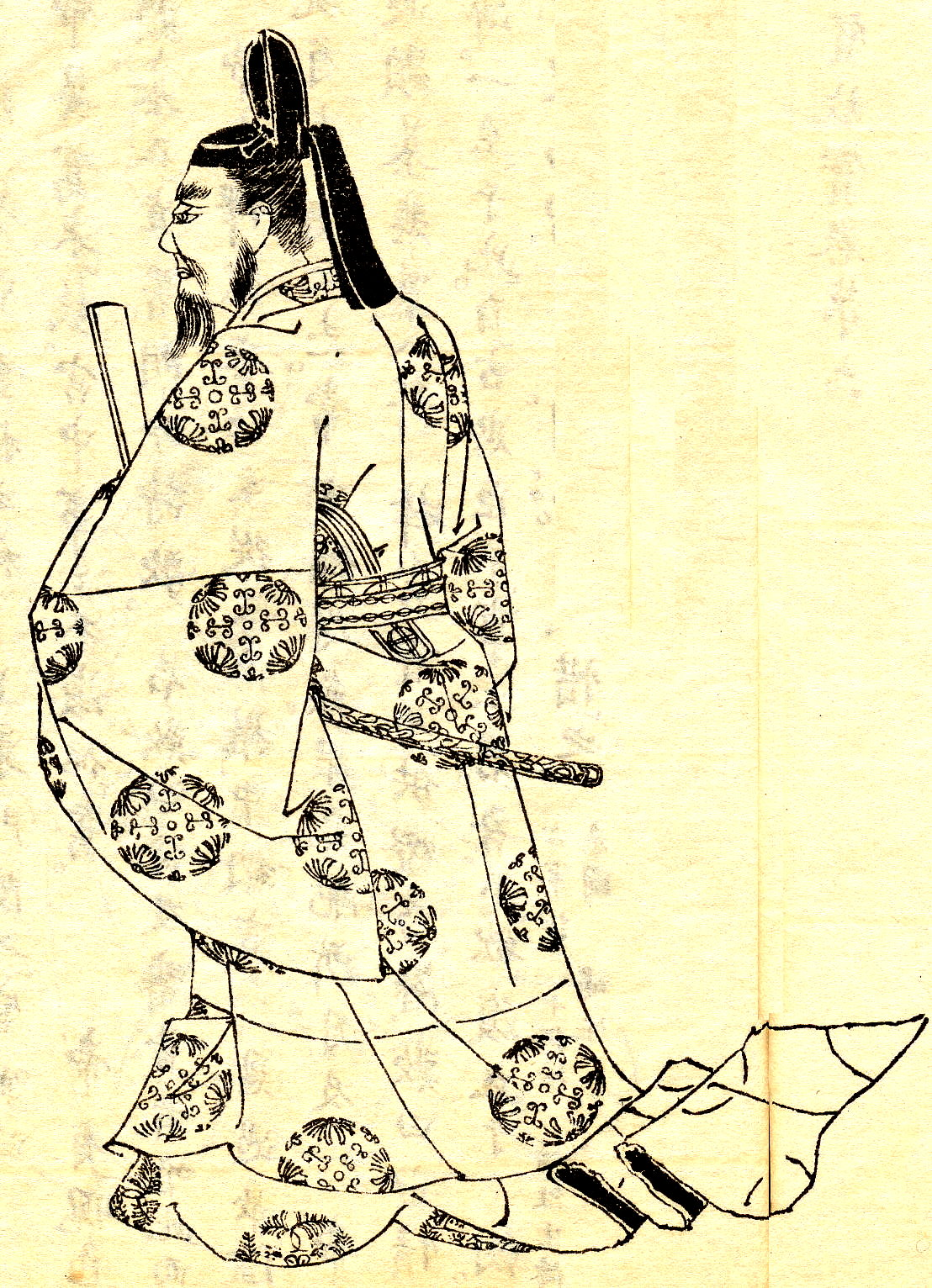
Fujiwara no Michinaga, par Kikuchi Yōsai

C'est, au Japon également, une cérémonie, connue sous le nom de seijin shiki (成人式), qui se célèbre lorsque les jeunes gens atteignent 20 ans. Elle a lieu chaque année à une date déterminée, le « jour de la majorité » (成人の日, seijin no hi) - dans les bureaux locaux ou préfectoraux. En 2012, ce sont les personnes nées en 1991 qui célèbrent cette cérémonie (c'est-à-dire les personnes ayant atteint vingt ans en 2011). 
Si, sous sa forme actuelle, la cérémonie de la majorité date de 1948, elle correspond cependant à une longue tradition japonaise : ainsi, au début du XIe siècle, la cérémonie de la majorité de l'empereur Go-ichijō a été présidée par Fujiwara no Michinaga. Dans le Japon historique, la cérémonie de la majorité porte le nom de genpuku.